# Julia Jurack
Julia Jurack (* 28. März 1985 in Erfurt) ist eine ehemalige deutsche Handballspielerin.
Sie ist 1,80 m groß und spielte ab ihrer Jugend beim Bundesligisten Thüringer HC. Im Jahr 2010 legte sie eine Babypause ein. Ab der Saison 2011/12 gehörte sie wieder dem Bundesligakader des THC an und lief für die 2. Mannschaft in der 3. Liga auf.
Julia Jurack gab ihr Länderspieldebüt für die deutsche Nationalmannschaft am 10. Juni 2006 in Weil im Schönbuch gegen die Schweiz. Jurack absolvierte drei Länderspiele, in denen sie ein Tor warf.
Beim THC spielt sie auf Rückraum rechts oder Rechtsaußen. Julia Jurack ist nicht mit der Nationalspielerin Grit Jurack verwandt.